# Lumineszierender Solarkonzentrator

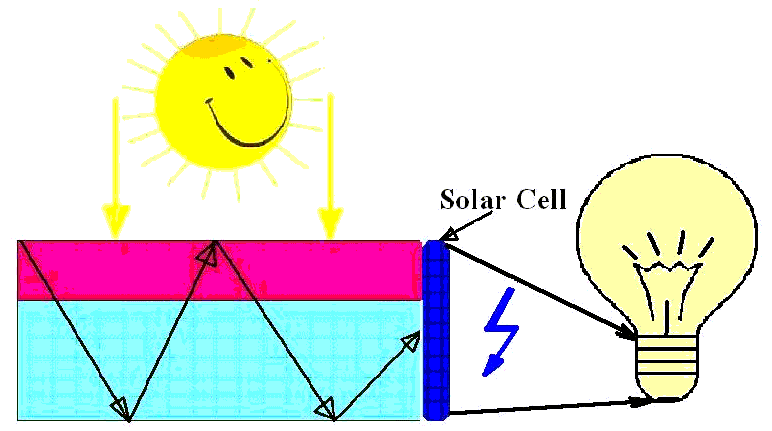
LSC-Schema

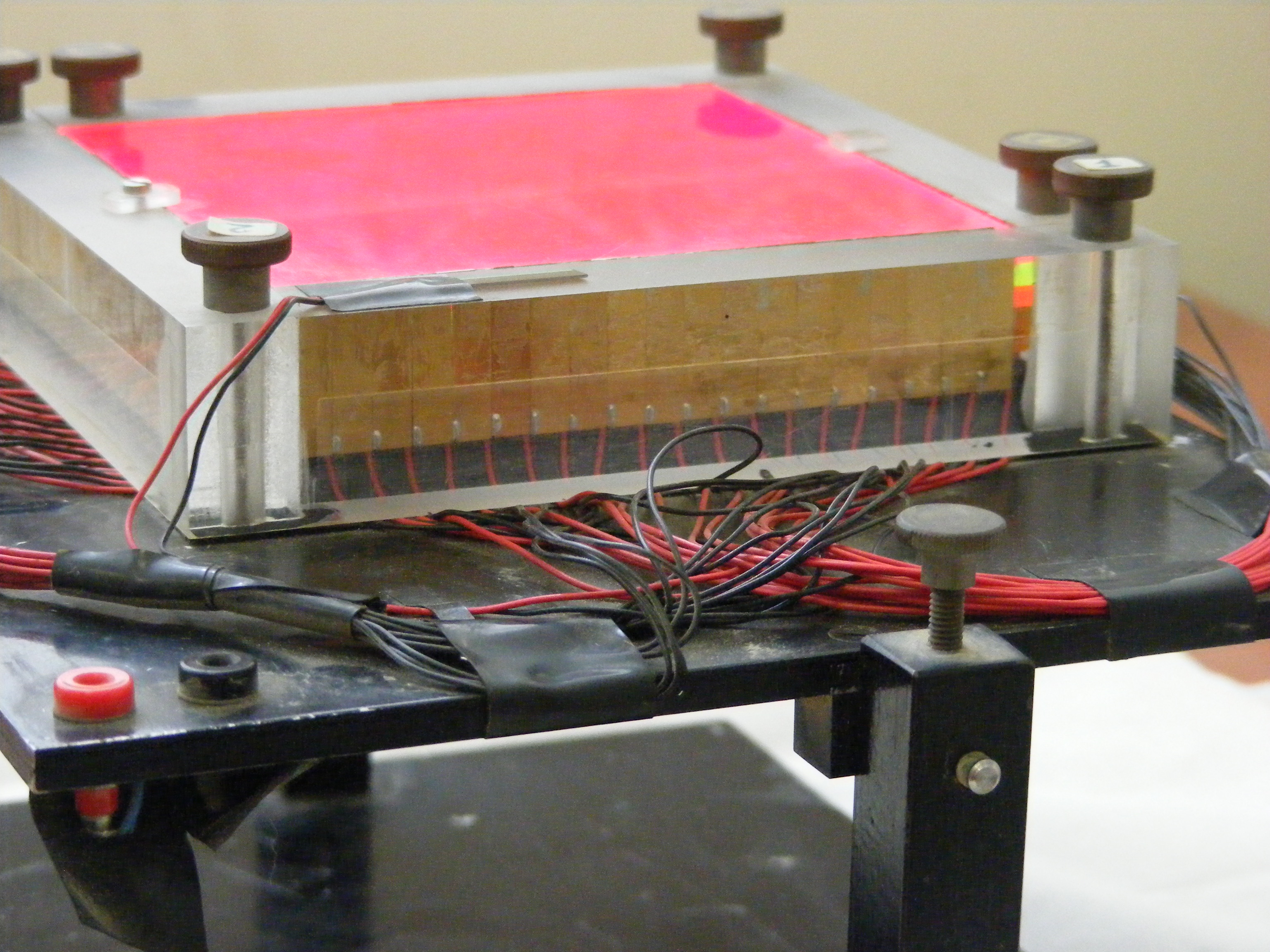
Labormodell

Ein lumineszierender Solarkonzentrator (englisch luminescent solar concentrator, LSC) ist ein optisch wirksames Bauelement, das einfallendes Licht auf eine kleine Fläche konzentrieren kann, beispielsweise eine Solarzelle. Sie bestehen meist aus Kunststoff.
Im Gegensatz zu Linsen, die bei herkömmlicher konzentrierender Photovoltaik eingesetzt werden, können lumineszierende Solarkonzentratoren nicht nur den direkten, sondern auch den indirekten Anteil des Sonnenlichts einfangen. Photovoltaikanlagen mit lumineszierenden Solarkonzentratoren könnten daher in Regionen mit einem höheren Anteil von diffusem Sonnenlicht (beispielsweise Europa) mehr Sonnenenergie in elektrische Energie umwandeln. Bisherige angewandte Materialien haben einen noch bescheidenen Wirkungsgrad von bis zu 7,1 %, obwohl Wirkungsgrade von bis zu 30–40 % theoretisch möglich wären.
Sie wurden zuerst 1978 von Renata Reisfeld und ihrer Forschungsgruppe in Israel entwickelt.